# To Lose My Life
To Lose My Life is een single van de Engelse indierockband White Lies. De single kwam voor het eerst uit op 12 januari 2009, een week voordat hun debuutalbum To Lose My Life... uitkwam.
Het nummer is ook te horen op de soundtrack van het spel Colin McRae: Dirt 2, kwam in de laatste scène van een aflevering van de serie 90210 voor en was te horen in een promo voor de televisieserie The Vampire Diaries.

## Nummers
| Nr. | Titel                                | Duur |
| --- | ------------------------------------ | ---- |
| 1.  | To Lose My Life                      |      |
| 2.  | To Lose My Life (Filthy Dukes-remix) |      |

| Nr. | Titel           | Duur |
| --- | --------------- | ---- |
| 1.  | To Lose My Life |      |
| 2.  | Taxidermy       |      |

| Nr. | Titel                                     | Duur |
| --- | ----------------------------------------- | ---- |
| 1.  | To Lose My Life                           |      |
| 2.  | Farewell to the Fairground (Yuksek-remix) |      |

| Nr. | Titel                                | Duur |
| --- | ------------------------------------ | ---- |
| 1.  | To Lose My Life (Tommy Sparks-remix) |      |

## Hitnotering
| Single met hitnotering(en) in de Vlaamse Ultratop 50 | Datum van verschijnen | Datum van binnenkomst | Hoogste positie | Aantal weken | Opmerkingen |
| ---------------------------------------------------- | --------------------- | --------------------- | --------------- | ------------ | ----------- |
| "To Lose My Life"                                    | 12-01-2009            | 09-05-2009            | tip18           | 2            |             |